# Discografie van Cannonball Adderley
Deze discografie van jazzsaxofonist Julian "Cannonball" Adderley omvat albums die uitgekomen zijn onder zijn naam en albums waaraan hij een belangrijke bijdrage heeft geleverd. 

## Discografie

### Als leider
| Titel                                                | Jaar van opname      | Label             |
| ---------------------------------------------------- | -------------------- | ----------------- |
| Presenting Cannonball Adderley                       | 1955                 | Savoy             |
| Julian "Cannonball" Adderley                         | 1955                 | EmArcy            |
| Julian Cannonball Adderley and Strings               | 1955                 | EmArcy            |
| In the Land of Hi-Fi with Julian Cannonball Adderley | 1956                 | EmArcy            |
| Sophisticated Swing                                  | 1957                 | EmArcy            |
| Cannonball Enroute                                   | 1957                 | Mercury           |
| Cannonball's Sharpshooters                           | 1958                 | Mercury           |
| Somethin' Else - met Miles Davis                     | 1958                 | Blue Note         |
| Portrait of Cannonball                               | 1958                 | Riverside         |
| Jump for Joy                                         | 1958                 | EmArcy            |
| Things Are Getting Better - met Milt Jackson         | 1958                 | Riverside         |
| Blue Spring - met Kenny Dorham                       | 1959                 | Riverside         |
| Cannonball Adderley Quintet in Chicago               | 1959                 | Mercury           |
| Cannonball Takes Charge                              | 1959                 | Riverside         |
| The Cannonball Adderley Quintet in San Francisco     | 1959                 | Riverside         |
| Them Dirty Blues                                     | 1960                 | Riverside         |
| Cannonball Adderley and the Poll Winners             | 1960                 | Riverside         |
| The Cannonball Adderley Quintet at the Lighthouse    | 1960                 | Riverside         |
| Know What I Mean? - met Bill Evans                   | 1961                 | Riverside         |
| African Waltz - met orkest o.l.v. Ernie Wilkins      | 1961                 | Riverside         |
| Plus                                                 | 1961                 | Riverside         |
| Nancy Wilson/Cannonball Adderley                     | 1961                 | Capitol           |
| The Cannonball Adderley Sextet in New York           | 1962                 | Riverside         |
| Cannonball in Europe!                                | 1962                 | Riverside         |
| Jazz Workshop Revisited                              | 1962                 | Riverside         |
| Cannonball's Bossa Nova                              | 1962                 | Riverside         |
| Autumn Leaves                                        | 1963                 | Riverside (Japan) |
| Nippon Soul                                          | 1963                 | Riverside         |
| Cannonball Adderley Live!                            | 1964                 | Capitol           |
| Live Session! - met Ernie Andrews                    | 1964                 | Capitol           |
| Cannonball Adderley's Fiddler on the Roof            | 1964                 | Capitol           |
| Domination - met orkest o.l.v. Oliver Nelson         | 1965                 | Capitol           |
| Money in the Pocket                                  | 1966 - released 2005 | Capitol           |
| Great Love Themes - violen o.l.v. Ray Ellis          | 1966                 | Capitol           |
| Mercy, Mercy, Mercy! Live at 'The Club'              | 1966                 | Capitol           |
| Cannonball in Japan                                  | 1966                 | Capitol           |
| Radio Nights                                         | 1967                 | Night             |
| 74 Miles Away                                        | 1967                 | Capitol           |
| Why Am I Treated So Bad!                             | 1967                 | Capitol           |
| In Person - met Lou Rawls en Nancy Wilson            | 1968                 | Capitol           |
| Accent on Africa                                     | 1968                 | Capitol           |
| Country Preacher                                     | 1969                 | Capitol           |
| Legends Live - Cannonball Adderley Quintet           | 1969                 | Jazzhaus          |
| The Cannonball Adderley Quintet & Orchestra          | 1970                 | Capitol           |
| Love, Sex, and the Zodiac                            | 1970                 | Capitol           |
| The Price You Got to Pay to Be Free                  | 1970                 | Capitol           |
| The Happy People                                     | 1970                 | Capitol           |
| The Black Messiah                                    | 1970                 | Capitol           |
| Music You All                                        | 1970                 | Capitol           |
| Inside Straight                                      | 1973                 | Milestone         |
| Pyramid                                              | 1974                 | Milestone         |
| Phenix                                               | 1975                 | Milestone         |
| Lovers                                               | 1975                 | Milestone         |
| Big Man: The Legend of John Henry                    | 1975                 | Milestone         |

### Als 'sideman'
Met Kenny Clarke
- Bohemia After Dark (1955)

Met Nat Adderley
- Introducing Nat Adderley (1955)
- To the Ivy League from Nat (1956)
- That's Right! (1960)
- In the Bag (1962)
- Soul Zodiac (1972)
- Soul of the Bible (1972)
- Double Exposure (1975)

Met Sarah Vaughan
- In the Land of Hi-Fi (1955)

Met Dinah Washington
- In the Land of Hi-Fi (1956)

Met Milt Jackson
- Plenty, Plenty Soul (Atlantic, 1957)

Met Miles Davis
- Milestones (1958)
- 1958 Miles (1958)
- Miles & Monk at Newport (1958) ook uitgekomen op Miles Davis at Newport 1955-1975: The Bootleg Series Vol. 4
- Jazz at the Plaza (1958)
- Porgy and Bess (1958)
- Kind of Blue (1959)

Met Louis Smith
- Here Comes Louis Smith ('credits' als "Buckshot La Funke", 1958)

Met Gil Evans
- New Bottle Old Wine (1958)

Met John Benson Brooks
- Alabama Concerto (1958)

Met Paul Chambers
- Go (1959)

Met Philly Joe Jones
- Drums Around the World (Riverside, 1959)

Met Jon Hendricks
- A Good Git-Together (1959)

Met Jimmy Heath
- Really Big! (Riverside, 1960)

Met Sam Jones
- The Chant (Riverside, 1961)

Met Eddie "Cleanhead" Vinson
- Back Door Blues (1961)

Met Ray Brown
- Ray Brown with the All-Star Big Band (1962)
- Two for the Blues (1966)

Met Oscar Peterson
- Bursting Out with the All-Star Big Band! (1962)

Met Joe Williams
- Joe Williams Live (1972)

Met Gene Ammons
- Gene Ammons and Friends at Montreux (Prestige, 1973)

Met David Axelrod
- Heavy Axe (1974)

Met Raul de Souza
- Colors (1974)

### Als producer
- Wide Open Spaces (1960) - David Newman
- A Portrait of Thelonious (1961) - Bud Powell
- Don Byas & Bud Powell - Tribute To Cannonball (1961)

### Compilaties
- Discoveries (1955) - 'alternate takes' from Presenting Cannonball Adderley en Kenny Clarke's Bohemia After Dark
- The Japanese Concerts (1975) - bestaande uit Autumn Leaves & Nippon Soul
- The Best of Cannonball Adderley: The Capitol Years (1991)
- Deep Groove! The Best of Cannonball Adderley (1994)
- Sophisticated Swing: The EmArcy Small Group Sessions (1995) - bestaande uit Sophisticated Swing, Cannonball Enroute, Cannonball's Sharpshooters, & Nat Adderley's To the Ivy League from Nat
- Cannonball Adderley Greatest Hits (1996),
- Greatest Hits: The Riverside Years (1998)
- Ultimate Cannonball Adderley (1999) samengesteld door Joe Zawinul
- Cannonball Adderley's Finest Hour (2001)
- The Definitive Cannonball Adderley (2002)
- Walk Tall: The David Axelrod Years (2008)